# Ximenia caffra
Ximenia caffra là một loài thực vật có hoa trong họ Olacaceae. Loài này được Sond. miêu tả khoa học đầu tiên năm 1850.

## Hình ảnh

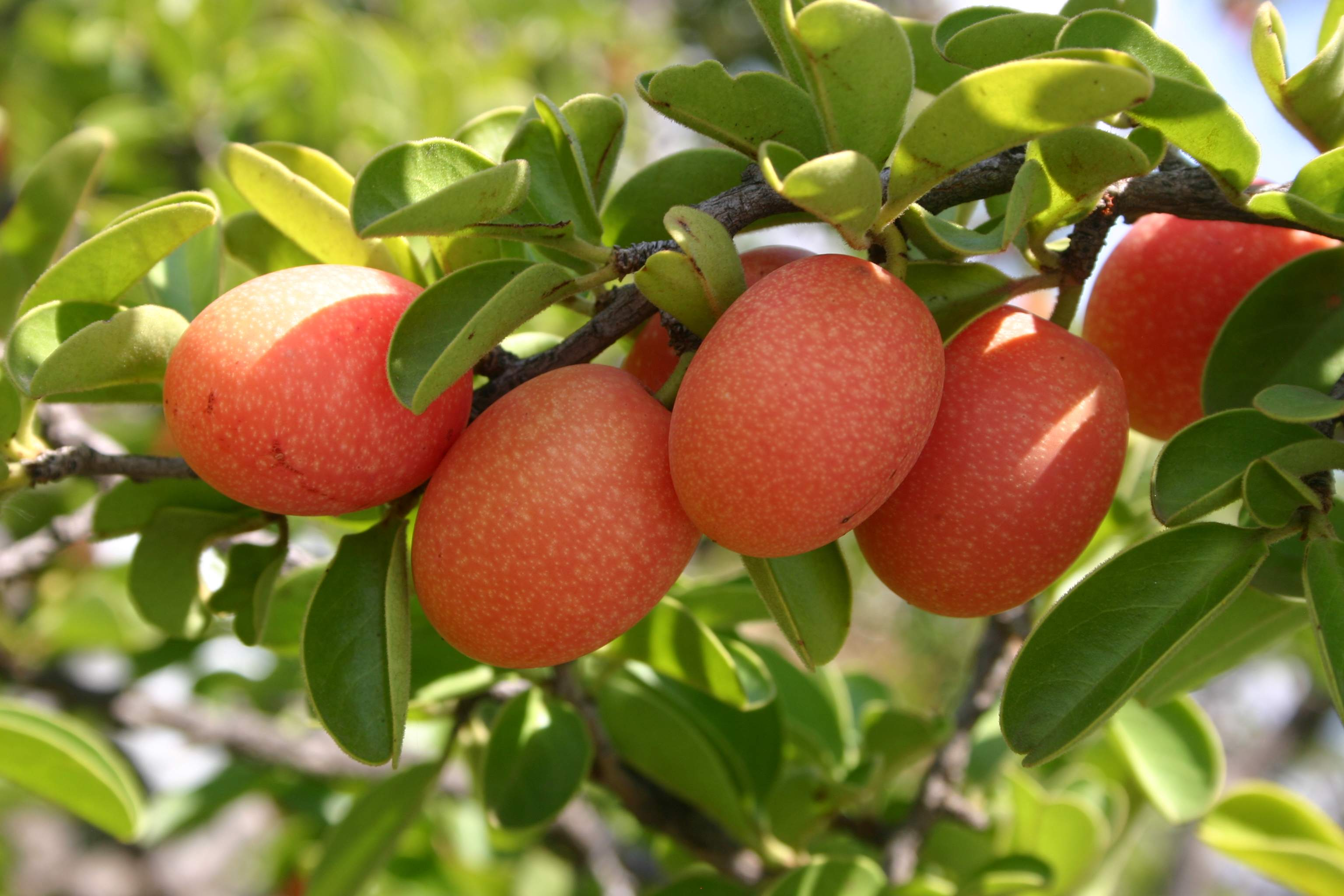
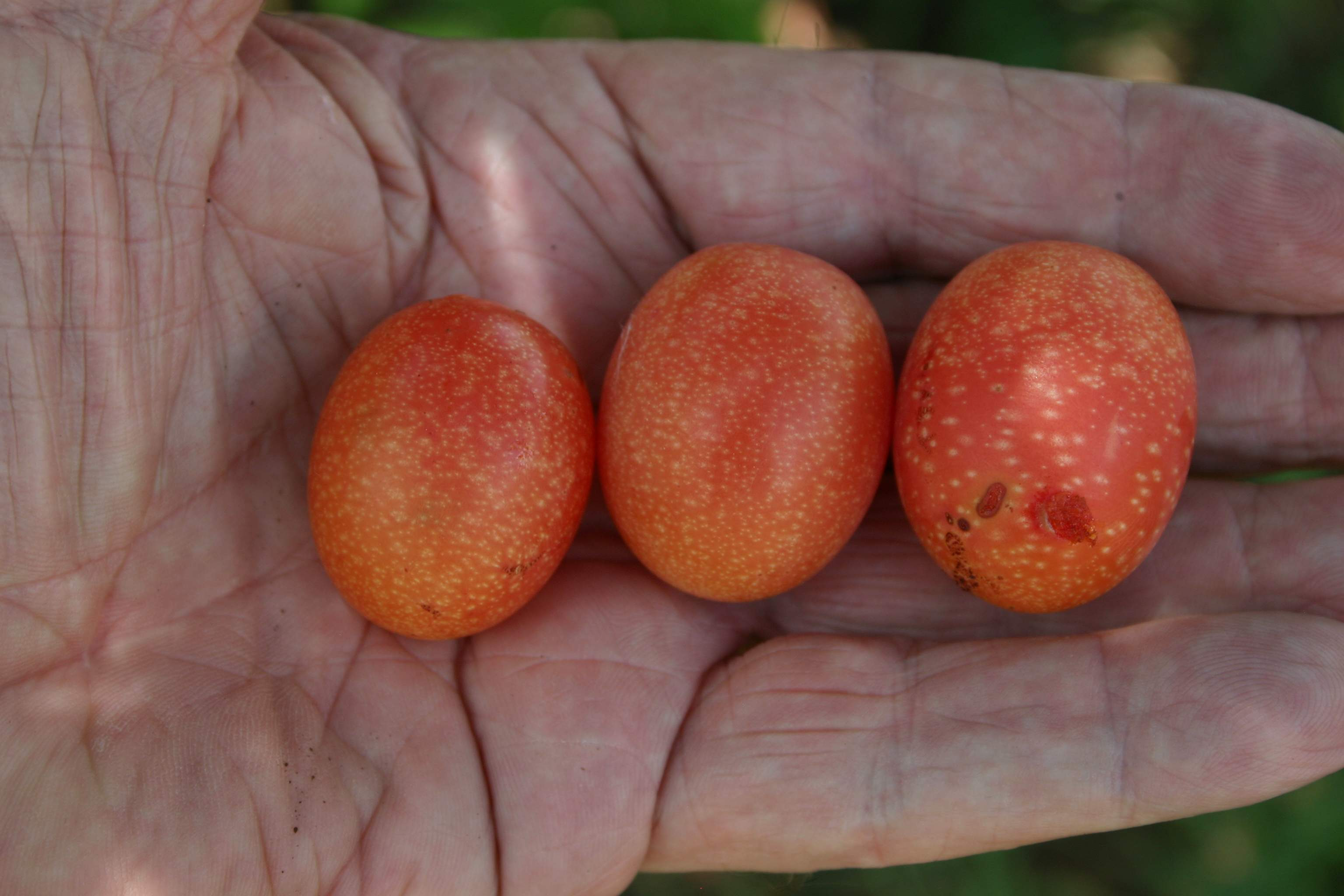
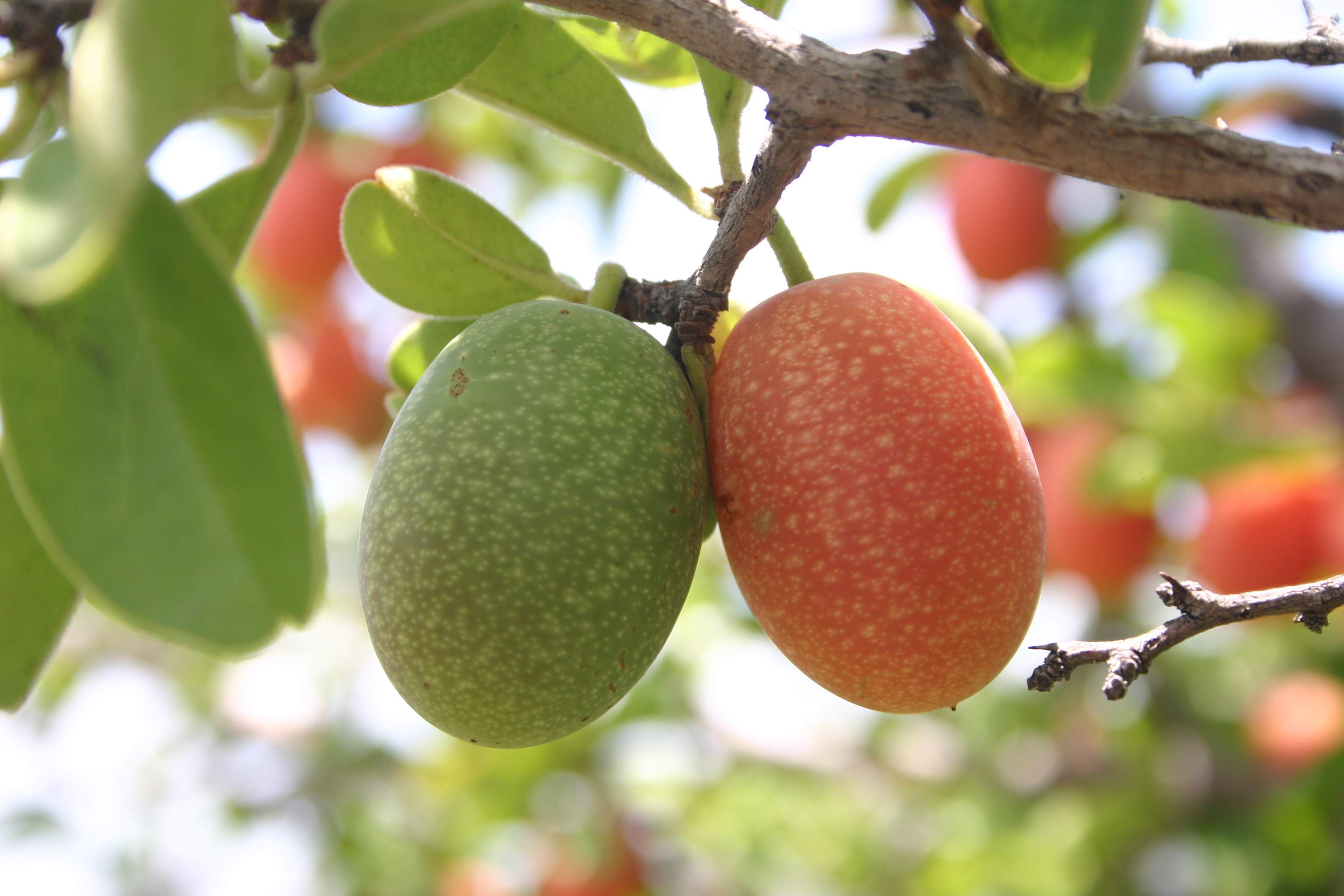
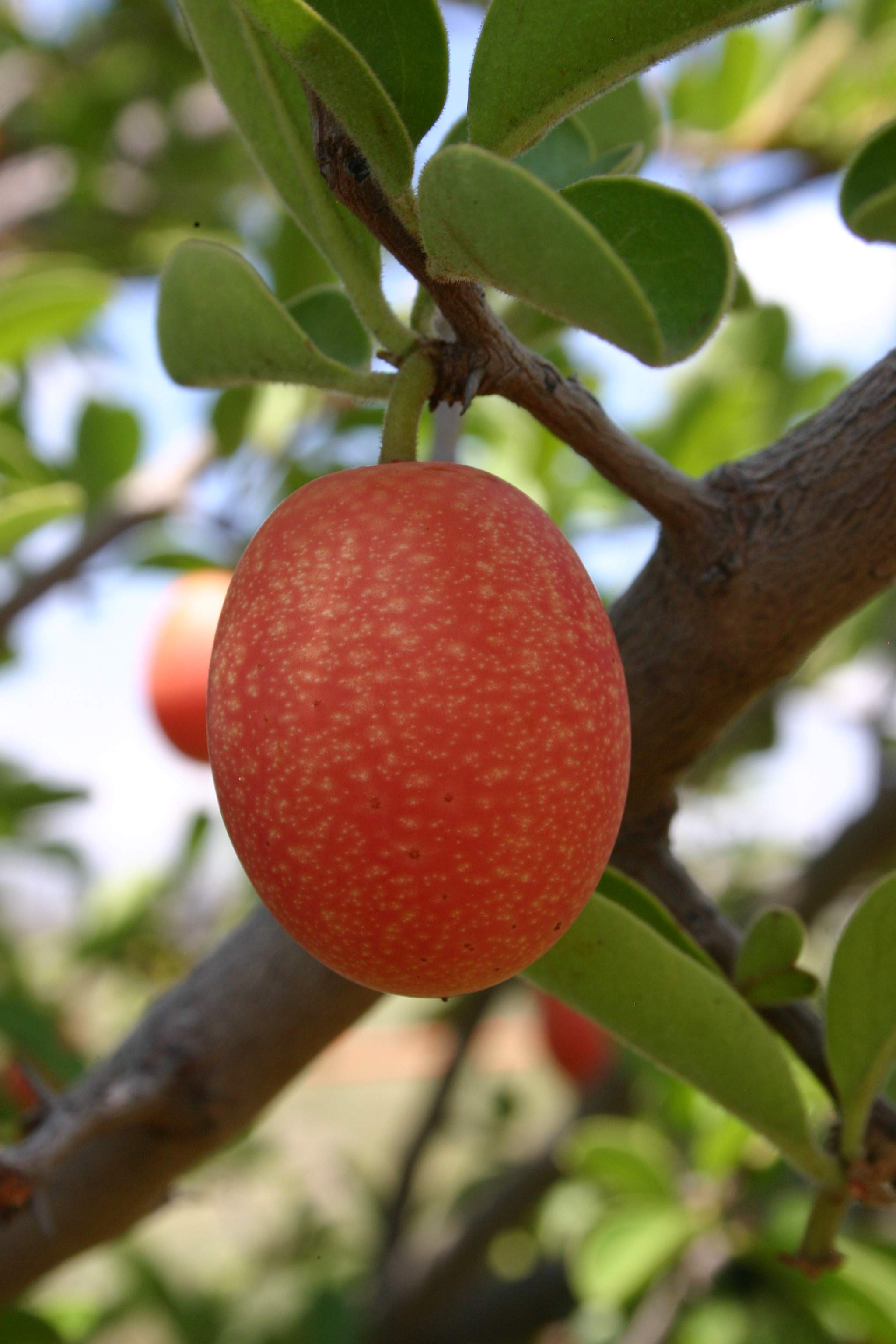